# Ministero della solidarietà sociale
Il Ministero della solidarietà sociale era un dicastero del Governo italiano istituito nel 2006 per scorporo dal Ministero del lavoro e delle politiche sociali. Nel 2008 è stato accorpato, insieme a quest'ultimo dicastero e al Ministero della salute, nel nuovo Ministero del lavoro, della salute e delle politiche sociali.
Il dicastero aveva la sua sede in Via Fornovo n. 8, Roma.

## Storia
Nel 1987, Rosa Russo Iervolino viene nominata ministro per gli affari sociali nel Governo Goria; successivamente, con DPCM 13 febbraio 1990, viene istituito il Dipartimento per gli affari sociali, incardinato presso la Presidenza del Consiglio.
Nel 1994, durante il Governo Berlusconi I, la responsabilità del dipartimento è affidata al ministro per la famiglia e solidarietà sociale Antonio Guidi e ne viene riformata la struttura; nel 1996, col Governo Prodi I, il titolare del dipartimento diviene il ministro per la solidarietà sociale Livia Turco.
Nel 1999, la riforma Bassanini provvede ad accorpare il Ministero del lavoro e della previdenza sociale, il Ministero della sanità e il predetto Dipartimento in un dicastero di nuova istituzione, il Ministero del lavoro, della salute e delle politiche sociali. La riforma sarebbe divenuta operativa nel 2001; nelle more, tuttavia, la struttura viene ulteriormente riformata con DPCM 24 ottobre 2000.
Il Governo Berlusconi II mantiene l'autonomia del ministero della sanità (con la nuova denominazione di Ministero della salute) e accorpando soltanto il Ministero del lavoro e della previdenza sociale con il Dipartimento per la solidarietà sociale, costituendo in tal modo il Ministero del lavoro e delle politiche sociali.
Nel 2006, il Governo Prodi II provvede ad un ulteriore scorporo, da un lato ripristinando il Ministero del lavoro e della previdenza sociale e dall'altro costituendo il Ministero della solidarietà sociale, che, al contrario di quanto previsto nella previgente struttura organizzativa, si configura non già come dipartimento, bensì come ministero.
Nel 2008, il governo Berlusconi IV dà seguito alle previsioni già a suo tempo disposte dalla riforma Bassanini (reintrodotte dalla legge 244/2007, finanziaria per il 2008), salvo, un anno dopo, ricostituire l'autonomia del Ministero della salute. Le competenze del Dipartimento prima e poi del Ministero della solidarietà sociale sono dunque attribuite al Ministero del lavoro e delle politiche sociali.

## Competenze
Esso esercitava funzioni in materia di politiche sociali e di assistenza e assolveva ai compiti di vigilanza dei flussi di entrata dei lavoratori esteri non comunitari e neo comunitari; ai compiti di coordinamento delle politiche per l'integrazione degli stranieri immigrati; ai compiti in materia di politiche antidroga già attribuite alla Presidenza del Consiglio dei ministri insieme alla gestione e alle risorse finanziarie dell'Osservatorio per il disagio giovanile legato alle tossicodipendenze; alle funzioni in materia di Servizio Civile Nazionale.
L'unica figura a ricoprire formalmente la carica di "Ministro della solidarietà sociale" nella storia della Repubblica, dal 2006 al 2008, è stato Paolo Ferrero.

## Organizzazione
Il Ministero della Solidarietà Sociale era organizzato secondo 7 Direzioni Generali (D.G.):
- D.G. della comunicazione.
- D.G. per l'inclusione, i diritti sociali e la responsabilità sociale delle imprese (CSR)
- D.G. per la gestione del fondo nazionale per le politiche sociali e monitoraggio della spesa sociale
- D.G. dell'immigrazione
- D.G. per il volontariato, l'associazionismo e le formazioni sociali
- D.G. per le politiche sulle dipendenze
- Ufficio nazionale per il servizio civile